# George Hoadley
George Hoadley (Abbey, 16 de maio de 1867 – Vitória, Colúmbia Britânica, 14 de dezembro de 1955) foi um político provincial de longa data e fazendeiro de Alberta, Canadá. Hoadley serviu uma lendária carreira na legislatura de Alberta durante os primeiros anos, quando liderou o Partido Conservador de Alberta na oposição e seu efeito na formulação de políticas na província é amplamente lembrado até hoje, pois ele serviu a uma ampla gama de portfólios durante seus anos no governo dos United Farmers.

## Início da carreira política
Hoadley nasceu em Abbey, Inglaterra e veio para o Canadá em 1890. Hoadley primeiro concorreu a um cargo público nas eleições gerais de 1902 dos Territórios do Noroeste. Ele foi derrotado no distrito eleitoral do rio High por Richard Wallace.
Hoadley voltou a concorrer a um assento na legislatura de Alberta sete anos depois. Ele ganhou seu lugar em 1909 em Alberta eleições gerais no recém-criado distrito eleitoral de Okotoks. Hoadley ganhou uma eleição muito disputada e muito próxima contra o candidato liberal M. McHardy. Ele serviu seu primeiro mandato na Assembléia Legislativa na bancada conservadora da oposição.
Hoadley buscou um segundo mandato no cargo para a reeleição na eleição geral de 1913 em Alberta. Ele manteve seu lugar, aumentando sua margem de vitória.
Hoadley foi reeleito para um terceiro mandato no cargo novamente com maior pluralidade na eleição geral de 1917 em Alberta. Seu terceiro mandato viu-o assumir as rédeas como líder do Partido Conservador e tornar-se Líder da Oposição Oficial.

## O líder da oposição
Hoadley tendo sido um dos MLAs conservadores mais graduados liderou o Partido Conservador de Alberta e tornou-se líder da Oposição Leal de Sua Majestade em Alberta por três anos. Ele assumiu a liderança do partido de Edward Michener em 1917, depois que Michener pediu demissão do Legislativo para ocupar um assento no Senado do Canadá.
Hoadey foi destituído de sua liderança dos conservadores em uma reunião de caucus em 1920. Os membros da bancada conservadora decidiram que James Ramsey deveria temporariamente ser o novo líder.

## Agricultores Unidos
Hoadley mudou de afiliação partidária em 1920 após ser removido como líder dos conservadores. Ele cruzou o chão para o partido político não comprovado United Farmers of Alberta. Ele foi aclamado em uma reunião de nomeação como o candidato Okotoks em 9 de julho de 1921..
Hoadley representaria a reeleição em seu distrito de Okotoks para a eleição geral de Alberta em 1921, sob a bandeira United Farmer. Ele foi reeleito com um deslizamento de terra, tendo cerca de 74% do voto popular. A mudança nos partidos tinha trabalhado a seu favor e ele era o único membro da bancada conservadora que manteve seu assento naquela eleição.
Os anos anteriores de experiência de Hoadley na legislatura fizeram dele um bem valioso para o novo governo e ele foi empossado em seu primeiro posto no gabinete. Hoadley recebeu a pasta do Ministro da Agricultura no novo governo United Farmers do primeiro-ministro Herbert Greenfield. Ele foi reeleito por aclamação em uma eleição ministerial em dezembro de 1921..

## Esterilização sexual
Hoadley foi um dos principais arquitetos por trás da Lei de Esterilização Sexual, uma das legislações mais controversas da história de Alberta.

## Derrota
Com o United Farmers of Alberta cedendo em apoio popular no meio da Grande Depressão, Hoadley tentou concorrer a um recorde de 7 anos no cargo. Quando os retornos da eleição geral de Alberta de 1935  vieram, Hoadley em seus Okotoks montando que ele tinha mantido desde a sua criação em 1909. O resultado da votação teve ele derrotado em uma maioria de votos. A pluralidade do candidato do Crédito Social, William Morrison, tinha pouco mais de 2000 votos, colocando Hoadley em segundo lugar na classificação entre quatro candidatos. Sua carreira recorde de 26 anos consecutivos na legislatura chegou ao fim.
Hoadley serviu como membro eleito do executivo da Western Livestock Union. Ele morreu em 1955 em Victoria, British Columbia
A cidade de Hoadley, Alberta foi nomeado em sua honra. Além da cidade, o Hoadley Post Office em Haverigg, Alberta também foi renomeado em sua homenagem em 1924.